# Amblyopone bruni

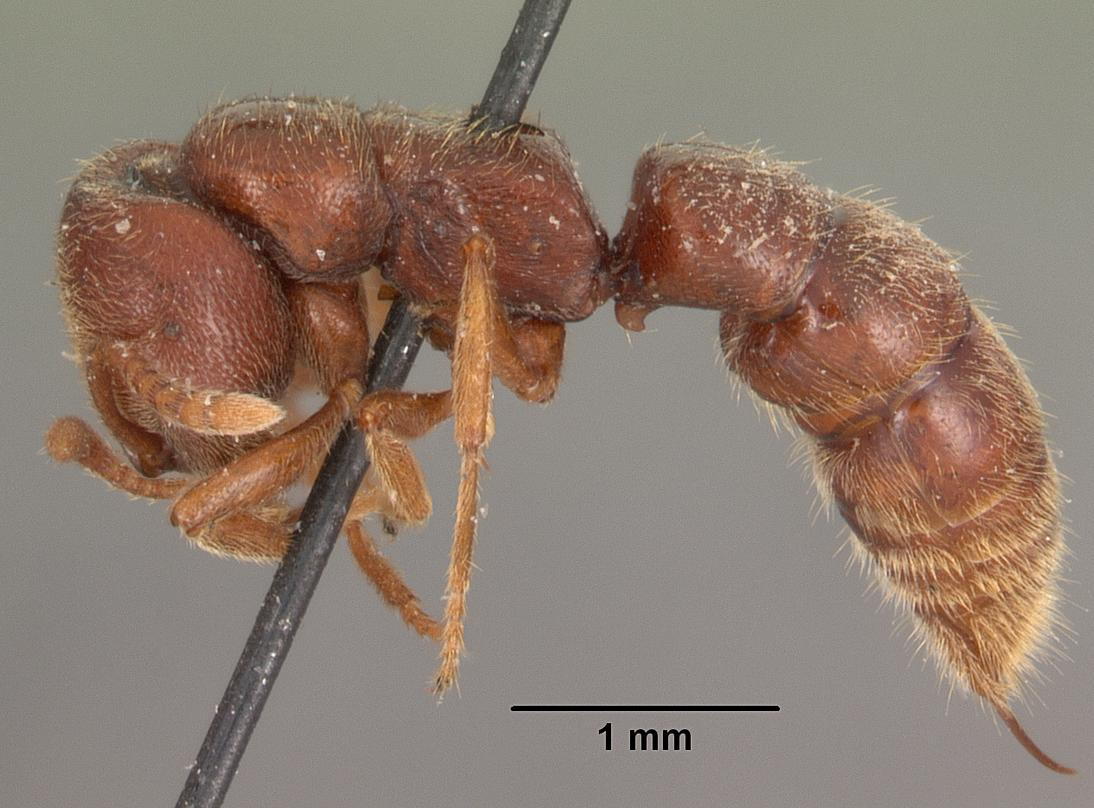

Amblyopone bruni (лат.) — вид мелких земляных муравьёв из подсемейства Amblyoponinae. Восточная Азия: Тайвань.

## Описание
Мелкие муравьи, основная окраска красновато-коричневая. Глаза мелкие. Усики короткие, 12-члениковые. Мандибулы длинные, узкие, жало хорошо развито. Клипеус с рядом из 12 мелких зубчиков по переднему краю. Стебелёк между грудкой и брюшком состоит из одного узловидного членика (петиоль) широко прикреплённого к брюшку.